# 正乙祠
39°53′51″N 116°22′47″E / 39.897404°N 116.379847°E
正乙祠，即银号会馆，位于北京市西城区前门西河沿街220号。其内的正乙祠戏楼是北京最知名的戏楼之一，也是中国现存最古老的纯木结构会馆戏楼。正乙祠戏楼是北京市现存的四座民间大戏楼之一（其他三座是安徽会馆戏楼、湖广会馆戏楼、阳平会馆戏楼）。

## 简介
正乙祠，又名“银号会馆”、“浙江银业会馆”，是北京的工商会馆之一。据《燕都丛考》记载，此处明朝时是一座寺院。清朝康熙六年（1667年）在北京的浙江银号商人集资创建了这处祠堂馆舍，供奉“正乙玄坛老祖”（即武财神赵公明）。清朝同治四年《重修正乙祠碑记》记载：“浙人懋迁于京创祀之，以奉神明、立商约、联商谊、助游燕也。”清朝康熙四十九年（1710年）浙江商人又集资购买土地，对正乙祠进行扩建，到康熙五十一年（1712年）竣工，其内设有大堂、后室、廊庑、戏楼等建筑，每年春秋两次举办集会，祭神宴饮。
“正乙”就是“正一”。正一派是道教派别之一。中国民间将赵公明视为“正一元帅”，就是财神。中国古时候“乙”字和“一”字通用，所以“正一”即“正乙”。
正乙祠戏楼是北京市唯一存留的保存完好的纯木质戏楼，人称“中华戏楼文化史上的活化石”。康熙五十一年（1712年）完工的扩建中，正乙祠加盖了面积大约为1000平方米的戏楼。戏楼坐南朝北，占地面积大约1000平方米。三面开放式戏台。戏台对面及两侧都是两层敞开式包厢。戏台前面有面积大约100平方米的看池，可容纳200余位观众。
正乙祠和京剧的发展有不解之缘。京剧先辈程长庚、卢胜奎、谭鑫培等人都曾在此登台。光绪七年（1881年），梅巧玲携四喜班在正乙祠演出。民国八年（1919年），梅兰芳在正乙祠的演出中反串吕布。
1936年。富豪林子安请梅兰芳、王瑶卿、李多奎、萧长华等京剧名角，以及鼓界大王刘宝全、京韵大鼓演员“小彩舞”骆玉笙、戏法大师“快手刘”、相声演员侯宝林等名家来正乙祠唱堂会，轰动了整个北平城。此后，由于抗日战争爆发，正乙祠沦为日军仓库。抗日战争结束后，正乙祠又沦为国军伤兵营和煤铺。1954年以后，正乙祠成为北京市教育局招待所，长达40多年。
文化大革命后，戏楼已经年久失修。1994年10月，浙江企业家王宇鸣（北京斯贝思公司董事长）偶然经过正乙祠，发现其破败景象，当即决定出资重修，乃向北京市教育局承租了正乙祠，租金每个月5万元人民币。1995年，耗资500多万元人民币的修复工程完工，戏楼重张。在重张后连续三天的庆祝演出中，梅葆玖、梅葆玥、谭元寿等京剧名家登场助兴，胡絜青、朱家溍题写了台联：“演悲欢离合，当代岂无前代事；观抑扬褒贬，座中常有剧中人。”古戏楼专家王遐举写下绝笔“正乙祠戏楼”匾额。
在此后三年的经营中，王宇鸣率领团队为正乙祠戏楼策划演出了700余场各剧种戏曲和音乐，还曾演过《哈姆雷特》。但当时由于演出市场正陷于低迷，正乙祠戏楼经营情况一直不佳，甚至曾经连续十多天仅有王宇鸣一个人在台下观看北方昆曲剧院的演出。1996年，王宇鸣出售了自己拥有的酒店、写字楼、四辆轿车，但仍收不抵支。最终因拖欠租费等费用，被北京市教育局起诉。

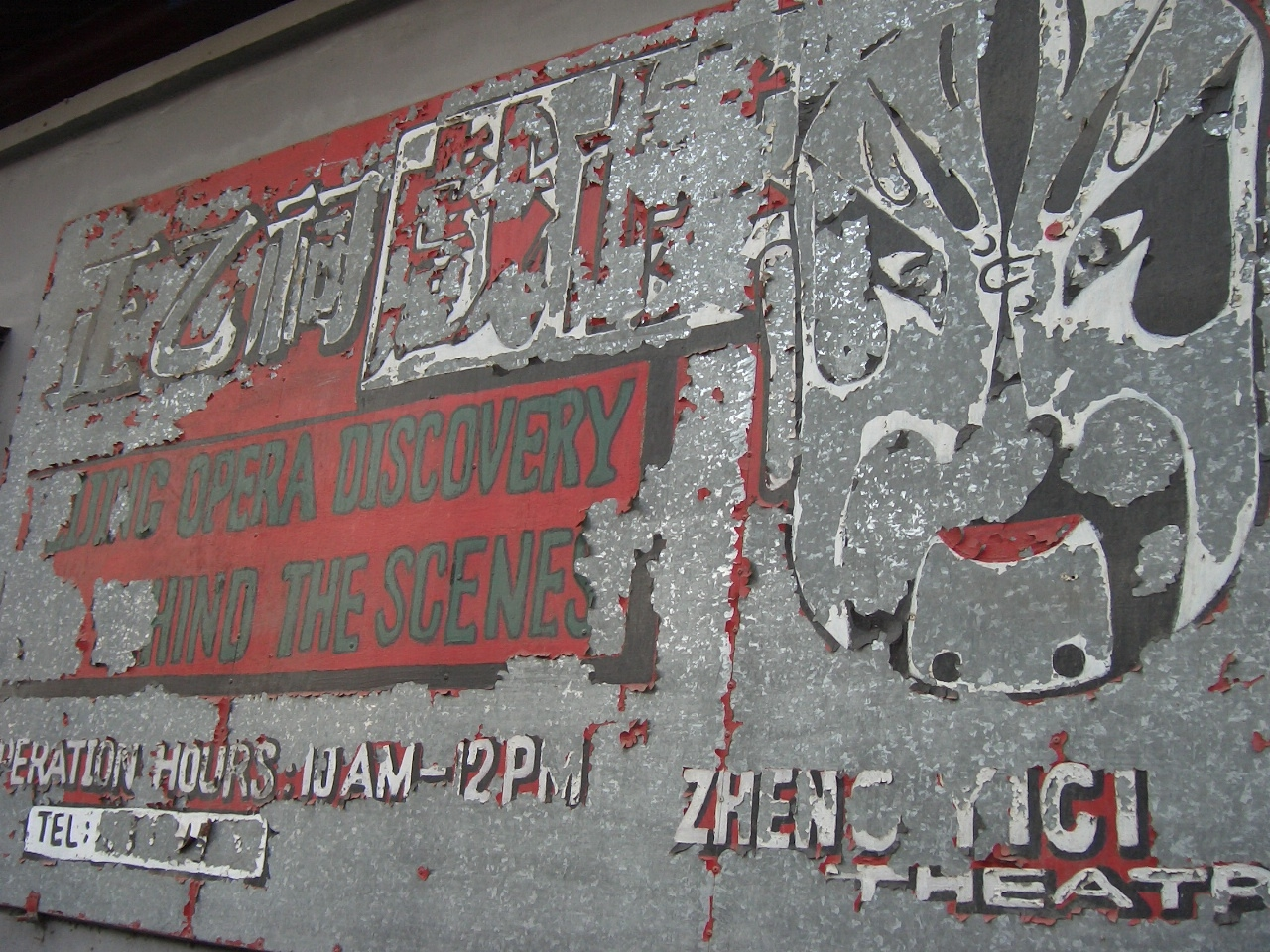
2004年，已褪色的正乙祠戏楼户外广告

1997年11月24日，宣武区人民法院就正乙祠纠纷做出一审判决，北京斯贝思公司将正乙祠退给北京市教育局招待所并支付将近40万元人民币的欠租费和其他费用。正乙祠的承租方北京斯贝思公司法人代表王宇鸣不服判决，决定上诉。1998年7月22日，北京市第一中级人民法院驳回北京斯贝思公司上诉，维持原判。1998年10月8日，正乙祠被宣武区人民法院通过强制措施移交给北京市教育委员会招待所。1998年10月11日，王宇鸣在座谈会上出现，重申最高人民法院曾经对该案下发“民监字第859号函”，其中请北京市高级人民法院和国家文物局本《中华人民共和国文物保护法》的有关精神，对北京市教育委员会是否有正乙祠的所有权进行核查。但王宇鸣最终不得不离开正乙祠，自此断了和戏曲界的联系。
2005年，正乙祠由北京市文化局接管。2006年，北京市文化局下属的北京市传统文化保护发展基金会开始负责正乙祠的管理工作。该基金会是非赢利机构，戏楼也自2006年起停止对外营业，仅举办公益活动，不举办收费演出。2009年，王翔找到北京市传统文化保护发展基金会，双方达成期限为10年的协议，由王翔对戏楼进行修缮后管理，条件是王翔承担期间全部修缮费用、维护费用及管理费用。
2009年1月，梅葆玖与谭派后人在正乙祠演出《坐宫》。2010年10月，古戏楼版京剧《梅兰芳华》在正乙祠演出，其中包括了《抗金兵》、《贵妃醉酒》、《洛神》、《霸王别姬》、《天女散花》、《穆桂英挂帅》6部梅兰芳作品。
正乙祠戏楼于2019年1月1日起正式闭馆。